# Maria Rain
Maria Rain  är en ort och kommun i Österrike. Den ligger i distriktet Klagenfurt-Land i förbundslandet Kärnten, i den södra delen av landet, 240 km sydväst om huvudstaden Wien. 
Kommunen gränsar direkt till förbundslandets huvudstad Klagenfurt. Dess nuvarande namn Maria Rain infördes år 1895 efter att orten blivit känd för vallfarter och sommarturism. Dess tidigare namn var Toppelsdorf. Maria Rain är beläget nära floden Drau i dalen Rosental och har station på järnvägen mellan Klagenfurt och Rosenbach (Rosentalbahn). Den ursprungligen gotiska kyrkan med två torn byggdes om på 1700-talet i barockstil. Maria Rain avbildas på en 20 Schilling-sedel från år 1956.

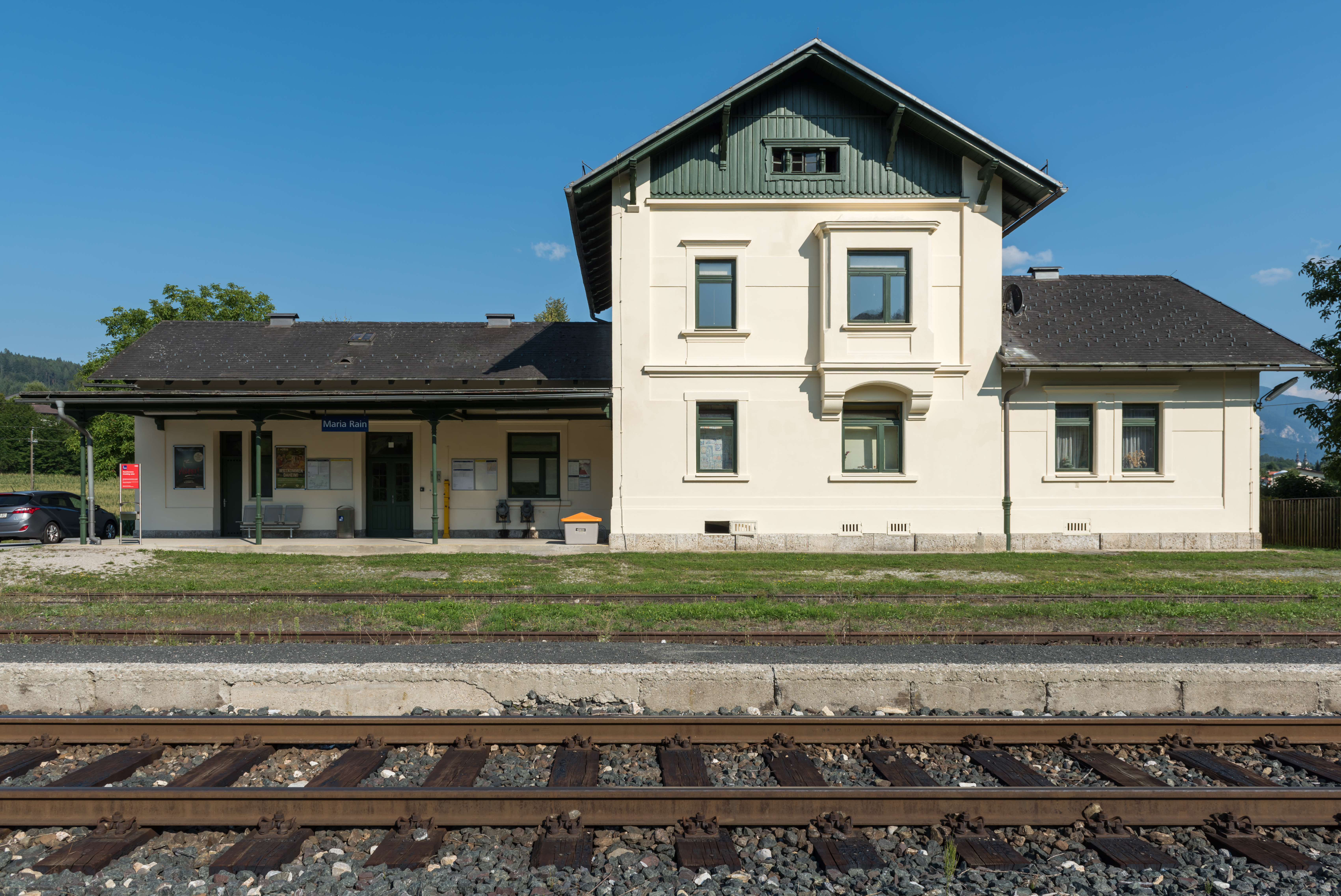
Maria Rains järnvägsstation.

Kommunen består av 17 orter (Ortschaften) (inom parentes invånarantal 1 januari 2024):

- Angern (47)
- Angersbichl (176)
- Ehrensdorf (127)
- Göltschach (267)
- Haimach (46)
- Maria Rain (1 061)
- Nadram (32)
- Oberguntschach (26)
- Obertöllern (9)
- Saberda (36)
- St. Ulrich (177)
- Stemeritsch (24)
- Strantschitschach (29)
- Toppelsdorf (137)
- Tschedram (311)
- Unterguntschach (26)
- Untertöllern (188)